# Перксенаты
Перксенаты — неорганические соли четырехосновной ксеноновой кислоты MenXeO6.

## Получение
Перксенат натрия получают реакцией оксида ксенона(VI) с озоном и водным раствором гидроксида натрия. Другие перксенаты обычно получают обменной реакцией с перксенатом натрия.

## Физические свойства
Перксенат натрия ограниченно растворим в воде, перксенат бария - не растворим в воде.

## Химические свойства
Сухие соли при нагревании разлагаются до оксидов металлов, ксенона и кислорода. При комнатной температуре относительно устойчивы.
Сильные окислители в водном растворе. Медленно разлагаются в водных растворах с выделением кислорода. Даже в щелочном растворе выделяют иод из иодидов, окисляют кобальт(II) до кобальта(III).
Перксенат натрия реагирует с солями других металлов давая малорастворимые перксенаты бария, уранила, свинца, серебра и др.
Под действием серной кислоты выделяют взрывоопасный тетраоксид ксенона.